# Cassandra Foret
Pour les articles homonymes, voir Forêt (homonymie).
Cassandra Foret est un mannequin belge, née le 20 octobre 1998.
Sa sœur aînée est le mannequin Jade Foret dont le compagnon est Arnaud Lagardère.

## Biographie
Cassandra Foret naît en Belgique d'un père directeur commercial et d'une mère au foyer d'origine espagnole. Elle a cinq frères et sœurs, dont le mannequin Jade Foret,.
En 2007, après le divorce de ses parents, elle va vivre avec sa mère.
Passionnée d'équitation, elle est entraînée par Patrick Caron — ancien membre de l'équipe de France de sauts d'obstacles de 1979 à 1984, champion du monde par équipe à Dublin en 1982 et champion du monde de saut en puissance à Londres la même année — et participe notamment au jumping du Tour méditerranéen d'Espagne en 2014 et aux Longines Masters à Paris en 2015.
Adolescente, elle suit les traces de sa sœur aînée et devient au printemps 2015 l'égérie de la marque française de prêt-à-porter Kayzerstone. Elle travaille également pour d'autres marques, notamment Lou Ashton et Rehor et lance sa propre ligne de maillots de bain.
En juillet 2015, Cassandra dévoile sa relation avec Alexandre Lagardère (âgé de 22 ans), le fils d'Arnaud Lagardère, et le 17 septembre 2018, elle annonce la naissance de leur premier enfant, un garçon prénommé Maé,.

## Cinéma
En 2009, à 10 ans, elle joue le rôle d'Ana, personnage principal du film Amer, un giallo postmoderne écrit et réalisé par Hélène Cattet et Bruno Forzani.

## Musique
En 2016, à 17 ans, elle reprend Premiers frissons d'amour, chanson à succès de Christine Roque sorti en 1984,.
En 2017, elle apparaît dans le clip Smile du rappeur Boostee,.